# 청자 상감모란국화문 참외모양 병
청자 상감 모란국화문 참외모양 병(靑磁 象嵌牡丹菊花文 瓜形 甁)은 모란과 국화 무늬를 상감 기법으로 새겨 넣은, 참외 모양 고려청자 병이다. 국립중앙박물관에서 소장하고 있으며, 1962년 12월 20일대한민국의 국보 제114호로 지정되었다.
몸체가 8릉으로 된 참외형에 치마주름으로 된 높은 굽을 붙이고, 입은 참외꽃을 상형해 나팔처럼 만들어졌다.
문양은 흑백상감으로 몸체의 8릉면마다 모란꽃 가지와 국화꽃 가지를 번갈아 가며 새겼으며, 병목에는 여의두문대와 저부에는 연판문대를 장식하였다. 유약은 담청색의 짙은 청자유를 두껍게 발랐으며, 유빙열이 나 있으나 은은한 광택이 함께 보인다. 참외꽃 모양의 화병은 많이 제작되었으나, 특히 이 병은 따스한 친근감과 안정감을 주고 있어 고려적인 선의 세련감을 더해 주고 있다. 1271년에 파괴된 진도 용장성 터에서 이와 같은 참외모양 병의 조각이 출토된 바 있으며, 부안 유천리 요지에서도 발견된 바 있다. 이렇듯 13세기 중반에 형태ㆍ 문양ㆍ 유색이 고려화된 시기에 부안 유천리요에서 제작되었음을 알 수 있다.

## 같이 보기
- 고려청자